# سنگ‌نوشته ساسانی (مشگین‌شهر)
سنگ‌نوشته ساسانی سنگ‌نوشته‌ای تاریخی در نزدیکی مشکین‌شهر است.
این سنگ‌نوشته بر سینه شمال شرقی تخته سنگ رسوبی بزرگی مشرف بر یکی از دره‌های رودخانه خیاو چای در حدود ۱۵۰ متری ضلع شمال غربی کهنه قلعه و در دره سرسبز معروف به باغ نوروز حجاری شده‌است. سنگ‌نوشته به شماره ۶۱۹ به ثبت آثار ملی رسیده‌است. این کتیبه در محل به «سوروشکن داشی» معروف است.
این سنگ نوشته به ابعاد ۱٫۱۰ سانتی‌متر و ۲٫۳۰ سانتی‌متر به خط پهلوی ساسانی است که در ماه ۷ سال ۲۷ سلطنت شاپور دوم ساسانی یعنی به سال ۳۳۷ میلادی به امر نرس هرمزد نام شهردار یا والی این نواحی نوشته شده‌است. به‌طور کلی متن کتیبه حاکی از تاریخ بنای قلعه و نام بانی آن و شامل اندرزی است بر بزرگان و فرمان روایان. کتیبه ساسانی دارای دو ستون و مشتمل بر ۱۵ سطر در سمت چپ و ۶ سطر در سمت راست است که در قسمت بالا علائمی به صورت دو زاویه حاد که هر ضلع آن عمود بر راس خود دارد، دیده می‌شود.
این کتیبه در تابستان ۱۳۴۶ توسط گردگروپ عضو مؤسسه باستان‌شناسی آلمان در جریان مسافرتی که با هیئت مؤسسه باستان‌شناسی آلمان به مشکین آمده بودند، خوانده شده‌است. نخستین کتیبه پهلوی است که در آذربایجان کشف شده‌است.
متن کتیبه ساسانی متأسفانه از بین رفته است؛ ولیکن ترجمه آن که در سال ۱۳۴۶ شمسی انجام گرفته‌است بدین قرار است:
به ماه مهر در سال ۲۷ شاهپور شاهان شاه. آنکه بود پسر اورمزد شاه. آنگاه من نرسه هرمزد. من گفتم که این دژ فرخ (فرهید) دخوخلی (؟) آنکه من فرکندم (ساختم) به نام آنکه یزدان دانستم و (قلعه) را شاهان شاه به ۶ سال به فرجام کردم چنین (ببین)
شهریار بزرگ آزادمرد هر که از این پس راد باشد (هر که پس از من راد مرد باشد) این دژ پسند ز دیگر (اگر این قلعه را پسندد) ...... از من بر روان او آفرین باد … پیش یک کند (بفرستد) هر که نپسندد یک دیگر دژ (یک قلعه دیگر) کند که از این بهتر بود (باشد).

## نگارخانه

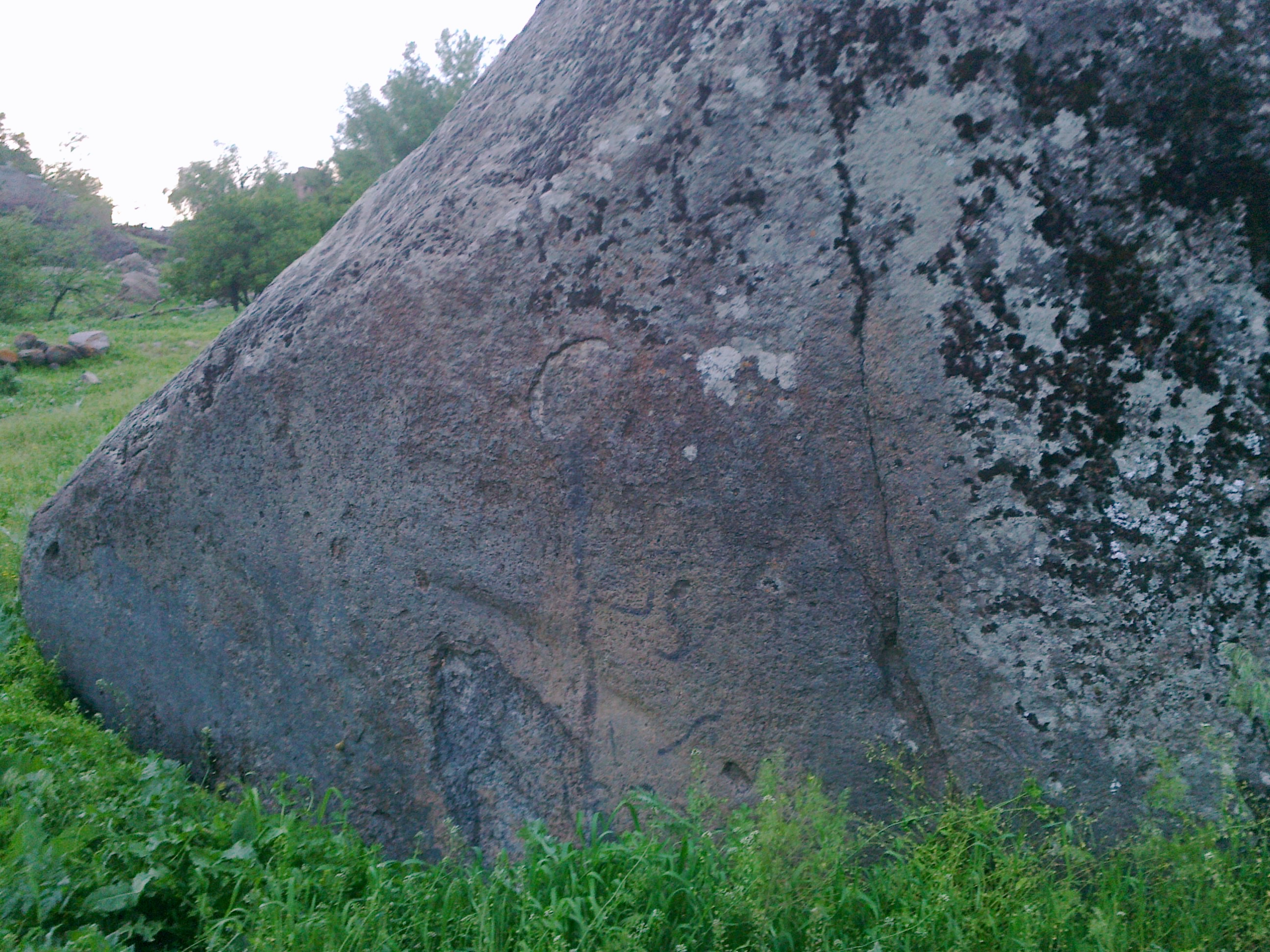
بقایای سنگ‌نوشته ساسانی مشکین‌شهر